# Hudson (Illinois)
Hudson és una població dels Estats Units a l'estat d'Illinois. Segons el cens del 2000 tenia 1.510 habitants.

## Demografia
Segons el cens del 2000, Hudson tenia 1.510 habitants, 507 habitatges, i 432 famílies. La densitat de població era de 883,4 habitants/km².
Dels 507 habitatges en un 50,7% hi vivien nens de menys de 18 anys, en un 77,9% hi vivien parelles casades, en un 5,5% dones solteres, i en un 14,6% no eren unitats familiars. En el 12,4% dels habitatges hi vivien persones soles el 4,7% de les quals corresponia a persones de 65 anys o més que vivien soles. El nombre mitjà de persones vivint en cada habitatge era de 2,98 i el nombre mitjà de persones que vivien en cada família era de 3,25.
Per edats la població es repartia de la següent manera: un 33,2% tenia menys de 18 anys, un 5% entre 18 i 24, un 37,1% entre 25 i 44, un 18,5% de 45 a 60 i un 6,1% 65 anys o més.
L'edat mediana era de 32 anys. Per cada 100 dones de 18 o més anys hi havia 94,6 homes.
La renda mediana per habitatge era de 62.632 $ i la renda mediana per família de 65.703 $. Els homes tenien una renda mediana de 45.385 $ mentre que les dones 29.659 $. La renda per capita de la població era de 22.141 $. Aproximadament l'1,8% de les famílies i l'1,2% de la població estaven per davall del llindar de pobresa.

## Poblacions més properes
El següent diagrama mostra les poblacions més properes.